# Stenelmis lignicola
Stenelmis lignicola är en skalbaggsart som beskrevs av Schmude och Brown. Stenelmis lignicola ingår i släktet Stenelmis och familjen bäckbaggar. Inga underarter finns listade i Catalogue of Life.